# Viunne, Romnî
Viunne (în ucraineană В'юнне) este un sat în comuna Ripkî din raionul Romnî, regiunea Sumî, Ucraina.

## Demografie
Componența lingvistică a localității Viunne
     Ucraineană (100%)
Conform recensământului din 2001, toată populația localității Viunne era vorbitoare de ucraineană (100%).